# Präsidentschaftswahl in Island 2024

Darstellung der Ergebnisse der Präsidentschaftswahl

Die Präsidentschaftswahl in Island 2024 fand am 1. Juni 2024 statt. Der bisherige Amtsinhaber Guðni Th. Jóhannesson, Präsident Islands seit 2016 und 2020 wiedergewählt, trat nicht zur Wahl an. Zwölf Kandidaten wurden offiziell bestätigt, eine rekordhohe Zahl in der Geschichte der isländischen Präsidentschaftswahlen. Wahlsiegerin wurde die Unternehmerin Halla Tómasdóttir, Zweitplatzierte die ehemalige Premierministerin Katrín Jakobsdóttir. Die gewählte Präsidentin trat ihr Amt am 1. August 2024 an.

## Ausgangslage
Das isländische Staatsoberhaupt wird jeweils in allgemeiner, direkter und geheimer Wahl in einem Wahlgang, ohne Stichwahl (also oft mit relativer Mehrheit) für einen Zeitraum von vier Jahren gewählt. Die Anzahl der Amtszeiten ist nicht begrenzt – so war Ólafur Ragnar Grímsson von 1996 bis 2016 für fünf Amtsperioden Präsident Islands –, Guðni Th. Jóhannesson hatte jedoch bereits in der Neujahrsansprache zum Jahreswechsel 2023/2024 angekündigt, nicht mehr zu kandidieren.

## Kandidaten

### Bestätigte Kandidaten
Kandidaturen mussten bis zum 26. April 2024 mit mindestens 1500 Unterstützer-Unterschriften eingereicht sein. Die isländische nationale Wahlkommission Landskjörstjórn erklärte zunächst 11 von 13 eingereichten Kandidaturen für gültig. Bereits dies war ein Rekordwert in der Geschichte der isländischen Präsidentschaftswahlen. Zwei Kandidaten erreichten nicht die nötige Anzahl gültiger Unterstützer-Unterschiften. Einem davon, Viktor Traustason, wurde jedoch nach einer Beschwerde die Möglichkeit eingeräumt, Fehler in seinen Unterschriftenlisten zu korrigieren, und er wurde nachträglich doch noch zugelassen. Folgende Kandidaten traten damit zur Wahl an:
| Name                           | Tätigkeit                                                                  |
| ------------------------------ | -------------------------------------------------------------------------- |
| Arnar Þór Jónsson              | Jurist                                                                     |
| Ásdís Rán Gunnarsdóttir        | Model und Unternehmerin                                                    |
| Ástþór Magnússon               | Unternehmer und Friedensaktivist                                           |
| Baldur Þórhallsson             | Politikwissenschaftler                                                     |
| Eiríkur Ingi Jóhannsson        | Seemann                                                                    |
| Halla Hrund Logadóttir         | Generaldirektorin der nationalen isländischen Energiebehörde Orkustofnun   |
| Halla Tómasdóttir              | Unternehmerin und Investorin                                               |
| Helga Þórisdóttir              | Juristin, Datenschutzbeauftragte                                           |
| Jón Gnarr                      | Schauspieler, Komiker, früherer Bürgermeister von Reykjavík                |
| Katrín Jakobsdóttir            | Politikerin, trat für ihre Kandidatur als Premierministerin Islands zurück |
| Steinunn Ólína Þorsteinsdóttir | Schauspielerin, Fernsehmoderatorin                                         |
| Viktor Traustason              | Wirtschaftswissenschaftler                                                 |

### Umfragewerte
Im Vorfeld der Präsidentschaftswahlen wurden regelmäßige Umfragen der Meinungsforschungsinstitute Maskína, Prósent und Gallup durchgeführt.
Als aussichtsreichste Kandidaten galten mit Stand von Ende April 2024 Baldur Þórhallsson, Halla Hrund Logadóttir und Katrín Jakobsdóttir, die sich in verschiedenen Umfragen jeweils die ersten drei Plätze auf wechselnden Positionen teilten, meist gefolgt von Jón Gnarr. So vereinte in einer Umfrage von Prósent vom 23.–28. April 2024 Halla Hrund 28,5 % auf sich, Baldur 25,0 %, Katrín 18,0 % und Jón Gnarr 16,0 %. In einer vom 22.–26. April durchgeführten Umfrage von Maskína stand Halla Hrund mit 26,2 % ebenfalls auf dem ersten Platz, gefolgt von Katrín mit 25,4 %, Baldur mit 21,2 % und Jón Gnarr mit 15,2 %. Eine Gallup-Umfrage (17.–22. April) hatte noch Katrín Jakobsdóttir mit 31,0 % angeführt, Baldur Þórhallsson stand in dieser Umfrage mit 28,0 % auf dem zweiten Platz, Halla Hrund Logadóttir mit 16,0 % auf dem dritten, knapp gefolgt von Jón Gnarr mit 15,0 %. Die spätere Wahlsiegerin Halla Tómasdóttir stand in den Umfragen bis Anfang Mai noch auf den hinteren Plätzen, meist im einstelligen Prozentbereich.
In einer Gallup-Umfrage, die nach einer Fernsehdebatte aller 12 Kandidaten durchgeführt wurde und deren Ergebnisse am 10. Mai 2024 veröffentlicht wurden, lagen Halla Hrund Logadóttir und Katrín Jakobsdóttir mit je 25 % gleichauf. Baldur Þórhallsson wurde von 18 % der Befragten unterstützt, während Jón Gnarr (10 %) von Halla Tómasdóttir mit 11 % vom vierten Platz verdrängt wurde.
In der zweiten Hälfte des Monats Mai lag Katrín Jakobsdóttir in den Meinungsumfragen meist an erster Stelle, während die Unterstützung von Halla Tómasdóttir kontinuierlich zunahm. So stand Katrín in einer Umfrage von Maskína am 23. Mai mit 25,7 % auf dem ersten Platz, Halla Tómasdóttir erstmals mit 18,6 % auf dem zweiten Platz und Baldur Þórhallsson mit 18,2 % auf Platz 3, während Halla Hrund Logadóttir mit 16,6 % auf den vierten Platz zurückgefallen war.
Die Politikwissenschaftlerin Hulda Þórisdóttir äußerte eine Woche vor dem Wahltermin, dass Katrín Jakobsdóttir gegenüber den anderen Kandidaten den Vorteil habe, dass es keine großen Unterschiede zwischen den Nächstplatzierten gebe und es daher schwierig sei, taktisch gegen Katrín zu stimmen, obwohl Katrín in mancher Hinsicht die umstrittenste Kandidatin sei. Halla Tómasdóttir profitiere wie schon 2016 von ihrer guten Medienpräsenz.
In einer Umfrage von Maskína, die am 30. Mai 2024 veröffentlicht wurde, lagen Katrín Jakobsdóttir und Halla Tómasdóttir mit jeweils genau 24,1 % gemeinsam auf Platz 1, es folgten Halla Hrund Logadóttir mit 18,4 % auf Platz 3, Baldur Þórhallsson mit 15,4 % auf Platz 4 und Jón Gnarr mit 9,9 % auf Platz 5.
In einem Artikel auf der Website des isländischen öffentlich-rechtlichen Rundfunks Ríkisútvarpið hieß es, die Wahl könne die „spannendste seit mehr als 40 Jahren“ – der Wahl von Vigdís Finnbogadóttir zur Präsidentin Islands 1980 – sein, da die Abstände zwischen den Kandidaten auf den ersten Plätzen der Meinungsumfragen gering sind. Auch gebe es Anzeichen dafür, dass der Wahlsieger oder die Wahlsiegerin mit einem geringeren Stimmenanteil (die Wahl erfolgt mit relativer Mehrheit) als alle Vorgänger bei ihrer Erstwahl gewählt werden könnte.

## Ergebnis
Insgesamt wurden 215.635 gültige Stimmen abgegeben. 1.317 Stimmen waren leere oder ungültige Stimmzettel. Die Wahlbeteiligung lag bei 80,8 % und war damit die höchste seit 1996, als die Beteiligung bei 85,9 % lag.
Halla Tómasdóttir gewann die Wahl mit 33,94 % der Stimmen und damit mit einem deutlichen Vorsprung vor Katrín Jakobsdóttir, die 25,03 % der Stimmen erhielt. Drittplatzierte war Halla Hrund Logadóttir mit 15,58 %, an vierter Stelle stand Jón Gnarr mit 10,03 %, während Baldur Þórhallsson, der in den Umfragen anfänglich als einer der aussichtsreichsten Kandidaten galt, mit 8,36 % auf den fünften Platz verwiesen wurde.
| Kandidat                       | Island gesamt | Island gesamt |
| Kandidat                       | Stimmen       | %             |
| ------------------------------ | ------------- | ------------- |
| Arnar Þór Jónsson              | 10.881        | 5,05          |
| Ásdís Rán Gunnarsdóttir        | 394           | 0,18          |
| Ástþór Magnússon               | 465           | 0,22          |
| Baldur Þórhallsson             | 18.030        | 8,36          |
| Eiríkur Ingi Jóhannsson        | 101           | 0,05          |
| Halla Hrund Logadóttir         | 33.601        | 15,58         |
| Halla Tómasdóttir              | 73.182        | 33,94         |
| Helga Þórisdóttir              | 275           | 0,13          |
| Jón Gnarr                      | 21.634        | 10,03         |
| Katrín Jakobsdóttir            | 53.980        | 25,03         |
| Steinunn Ólína Þorsteinsdóttir | 1.383         | 0,64          |
| Viktor Traustason              | 392           | 0,18          |
| Leere Stimmzettel              | 803           | 0,37          |
| Ungültige Stimmzettel          | 514           | 0,19          |
| Wähler                         | 215.635       | 100,0         |
| Wahlberechtigte                | 266.935       | –             |